# Michel Poulette
Pour les articles homonymes, voir Poulette.
Michel Poulette, né en 1950 à Sainte-Élisabeth, est un réalisateur, producteur et scénariste québécois.
Il est notamment connu pour Louis 19, le roi des ondes (1994), Bonanno: A Godfather's Story (1999), Agent of Influence (2002) et Maïna (2013).

## Biographie

### Formation
Gradué de l’Université du Québec à Montréal avec un baccalauréat en Communications, Michel Poulette a travaillé pour tous les grands réseaux de télévision québécois et canadiens passant de Radio-Québec à Radio-Canada, de TQS à TVA, de CBC à CTV, ainsi que pour les réseaux américains Showtime et Lifetime.

### Début
C'est avec un héritage qu'il réalise son premier court-métrage, Pierre Guimond entre Freud et Dracula (1979), un portrait de Pierre Guimond, artiste québécois connu pour ses photomontages réalisés à partir de photographies tirées de magazines. Ce sera, selon Michel Poulette, de loin son meilleur investissement.
Il reçoit plusieurs prix dont 3 prix internationaux (Centre Pompidou (France) / Melbourne International Film Festival / New York American Film Festival). Le film est vendu aux Beaux Dimanches de Radio-Québec, l’émission la plus prestigieuse de la télévision d’état. En plus des prix, ce film lui a ouvert les portes de Radio-Québec, où il travaillera tout d’abord comme recherchiste de plans d’archive, puis assistant-réalisateur avant de passer à la réalisation avec le magazine télévisé Neuf et demi (1980). 
C’est aussi pour Radio-Québec qu’il réalisa ses premiers publicités qui lui procureront ses deux premiers coqs d’or du Publicité-Club de Montréal (pour la chanson-thème de Radio-Québec avec Véronique Béliveau et les Cinémas à Radio-Québec.)

### Télévision
En télévision, la carrière du réalisateur Michel Poulette débute avec deux émissions fétiches d’humour québécois : Gérard D. Laflaque (1980), le premier succès populaire de Radio-Québec, suivi de Rock et Belles Oreilles (1986 à 1988), pierre d’assise d’un nouveau réseau nommé Quatre Saisons. La série est déjà une émission-culte quand elle déménage au réseau TVA. En 1991-92, il réalise à Radio-Québec un magazine culturel avec l’originalité de donner la parole non pas à des chroniqueurs, mais aux artistes même. Urgence (1996), qu’il réalise pour Radio-Canada, s’avère être un des plus grands «success story» des années 90, avec des parts d’audience dépassant de 25 pour cent son plus proche compétiteur.
Bonnano: A Godfather's story (1999) raconte l’histoire de la célèbre famille mafieuse, une mini-série pour le réseau américain Showtime (meilleures cotes d’écoute en 99). C’est aussi sa première réalisation en anglais. Depuis, il travaille tant en français qu’en anglais. Agent of Influence (2002) (pour CTV) avec Christopher Plummer et Marina Orsini, qui remporte deux nominations dont le Gemini d’interprétation, a été achetée par 132 télédiffuseurs à travers le monde, un record canadien.
Histoire de famille (2006), portrait d’un Québec entrant de plein fouet dans la Révolution Tranquille, est d’abord produite en mini-série de 6 heures, puis sortie en salles en janvier 2006.
En 2007-2008, Michel Poulette réalise deux téléfilms pour le réseau américain Lifetime, Tipping Point (2007) et Too Young to Marry (2007), un épisode de MVP pour CBC, suivi de quatre épisodes de Sophie, la version canadienne anglaise de Les hauts et les bas de Sophie Paquin.

### Rock et Belles Oreilles
De 1986 à 1988, Michel Poulette réalise les sketchs de Rock et Belles Oreilles (aussi appelé RBO). Le groupe est réputé pour son humour cinglant, parfois raffiné, parfois vulgaire ou attirant la controverse. C'est l'émission humoristique la plus populaire des années 80 au Québec. En 3 ans, l'émission remporte 2 prix Félix et 12 Gémeaux.

### Cher monsieur l'aviateur
Cher monsieur l’aviateur (1984) est le premier film de fiction réalisé par Michel Poulette. C'est un court-métrage (produit à l'ACPAV), sur la rumeur voulant que le personnage du Petit Prince ait été inspiré par un petit garçon d’une famille de Québec, qui avait accueilli St-Exupéry durant la guerre en 1944. Il reçoit le prix du meilleur film de fiction à Murcia en Espagne.
Le film a eu un succès très inattendu, car il a été projeté en salle pendant 12 semaines à Montréal et 8 à Québec. Michel Poulette avait réussi à vendre au distributeur, Victor Loewy, l’idée de le mettre comme complément de programme au film Provo d’orchestra de Frederico Fellini.

### Les Bottes
Le second film de fiction, Les Bottes (1987), est un moyen-métrage réalisé par Michel Poulette en 1987 et diffusé aux Beaux-Dimanches à Radio-Canada. C'est l'histoire d'une femme, voulant acheter un cadeau à sa nièce, voit sa vie métamorphosée par son attirance pour une paire de bottes. C'est un Twilight Zone pour Radio-Canada.

### Cinéma
Louis 19, le roi des ondes (1994), sonne ses débuts au grand écran. Comédie satirique portant le phénomène alors assez récent de la téléréalité; le film, qui met en vedette Martin Drainville, connait un succès impressionnant au Québec. Il reçoit à la fois le prix Claude Jutras pour le réalisateur le plus prometteur ainsi que la Bobine d’Or pour le film le plus populaire au Canada. Le film a aussi une sortie remarquée aussi en France sous le titre Reality Show. Louis 19 sera le premier film québécois et canadien à être le sujet d’un remake américain : Edtv, réalisé par Ron Howard pour IMAGINE et qui sort en 1999.
Poulette enchaine avec La Conciergerie (1997), un polar néo-noir dont il est co-scénariste, réalisateur et producteur en collaboration avec Christian Larouche (Christal Films).  Le film est l'adaptation d'un roman de Benoit Dutrizac et bénéficie d'une distribution impressionnante (Serge Dupire, Jacques Godin, Macha Grenon, Paul Buissonneau, Isabel Richer, ...).  Il se mérite le Prix du public au Festival des films du monde de Montréal, le Prix du Public au Festival du film policier de Cognac, le Prix du meilleur film étranger à Charleston, USA et le Prix du Public à Vancouver. En 1997, il est troisième au Box Office québécois.
Maïna (2013), le dernier long-métrage de Michel Poulette – le seul film québécois dont l’action se passe chez les Premières Nations du Québec et les Inuits avant l’arrivée des Européens – est sorti en 2013. La première mondiale a eu lieu au Festival de Shanghai alors que le film y était invité en compétition officielle. Maïna (2013) s’est mérité 12 prix internationaux dont plusieurs fois Meilleur Film et Meilleure Actrice dans des festivals tel l’American Indian Film Festival.

### Arts/Jeux vidéo
Hitchcock et les Arts, l’exposition produite par le Musée des Beaux-Arts de Montréal et reprise au Musée Beaubourg à Paris en 2003, donne l’occasion à Michel Poulette de participer à titre de scénographe à cette stimulante aventure.
En 2004, il réalise les capsules dramatiques du jeu vidéo culte Myst IV : Revelation ainsi que la bande-annonce 3D d’un autre jeu-culte Assassin's Creed, les deux pour Ubisoft. 

### Publicité
Michel Poulette reçoit 2 coqs d’or, qui lui ont pavé la voie à une carrière significative en publicité à partir des années 90, dont des campagnes nationales pour Pétro-Canada, GM, VW, Shell, Le Lait, Bell, Winners, Radio-Québec. Ces pubs lui ont mérité 12 trophées en 12 ans, dont 5 fois celui de la « Campagne de l’année ». 

### Conférencier
Michel Poulette est aussi consultant et conférencier sur les aspects créatifs de la production cinématographique et télévisuelle, accordant une importance particulière au «storytelling». À ce titre, il a collaboré au programme TVA-HEC Montréal en gestion télévisuelle et cinématographique, ainsi qu’au programme Composer pour le cinéma du Conseil Québécois de la musique. Il est aussi consultant auprès de nombreux fonds.

### Récemment
Michel Poulette vient de terminer son troisième téléfilm pour la maison de production québécoise Incendo, dont les films sont distribués dans plus de 60 réseaux à travers le monde. Depuis 2 ans, il réalise son 4e téléfilm pour Incendo (Swept Under (2015), Brace for Impact (2015), Serialized (2016) ). Le premier, Kept Woman (2015), lui a valu des nominations à la DGC Awards et aux Canadian Screens Awards. 

## Filmographie

### Réalisateur
- 1979: Pierre Guimond entre Freud et Dracula
- 1980: Neuf et demi (TV)
- 1980 : Gérard D. Laflaque (TV)
- 1984: Le Cinéma à Radio-Québec (TV)
- 1984: Cher monsieur l'aviateur (TV)
- 1985: L'inconduite (TV)
- 1986 : At the Wheel: On the Road (TV)
- 1986: Le Voleur de feu (TV)
- 1986: Toronto, P.Q. (TV)
- 1987: Les Bottes (TV)
- 1986-1988: Rock et Belles Oreilles (TV)
- 1988 : Cœur de nylon (TV)
- 1994 : Louis 19, le roi des ondes (titre en France: Reality Show)
- 1996 : Urgence (TV)
- 1997 : La Conciergerie
- 1999 : Bonanno: A Godfather's Story (TV)
- 2002 : Agent of Influence (TV)
- 2006 : Histoire de famille
- 2007 : Too young to Marry (TV)
- 2007 : Tipping Point (TV)
- 2008 : Sophie (TV)
- 2013 : Maïna
- 2015: Kept Woman (TV)
- 2015 : Swept under (TV)
- 2015: Brace for Impact (TV)
- 2016: Serialized (TV)
- 2016: Impact (TV)

### Scénariste
- 1986 : At the Wheel: On the Road
- 1994 : Louis 19, le roi des ondes (titre en France : Reality Show)
- 1997 : La Conciergerie

### Producteur
- 1997 : La Conciergerie
- 2013 : Maïna